# Gleditsia rolfei
Gleditsia rolfei é uma espécie vegetal da família Fabaceae.
Apenas pode ser encontrada no seguinte país: Taiwan.
Está ameaçada por perda de habitat.